# Stiefenhofen
Stiefenhofen er en kommune i Landkreis Lindau, i regierungsbezirk Schwaben, i den tyske delstat Bayern.
Den er administrationsby i Verwaltungsgemeinschaft Stiefenhofen.

## Geografi
Stiefenhofen ligger i Region Allgäu i nærheden af Bodensøens. I kommunen ligger ud over Stiefenhofen den tidligere selvstændige kommune Harbatshofen.

## Historie
Stiefenhofen var en del af det østrigske herskab Bregenz-Hohenegg. Efter Freden i Pressburg (1805) blev kommunen en del af Bayern. Den nuværende kommune blev dannet i 1818.
Ved landsbyen Genhofen ligger en vigtig historisk gennemfartsvej, som formentlig er anlagt allerede omkring 250 af romerne. I middelalderen var det en saltrute, hvor det daværende hvide guld blev transporteret fra Immenstadt til Simmerberg.